# Torn de peu

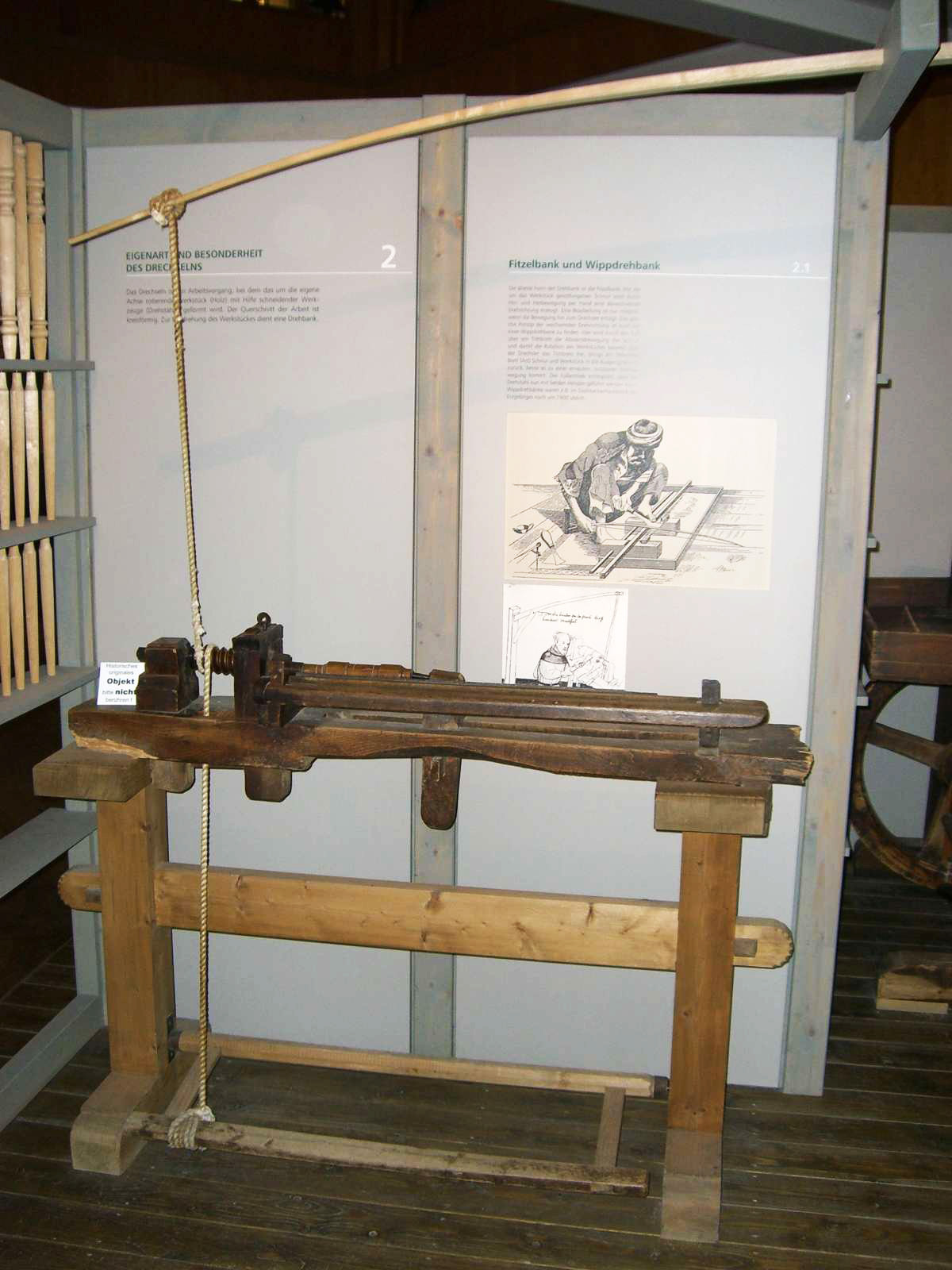
Torn de peu alemany.

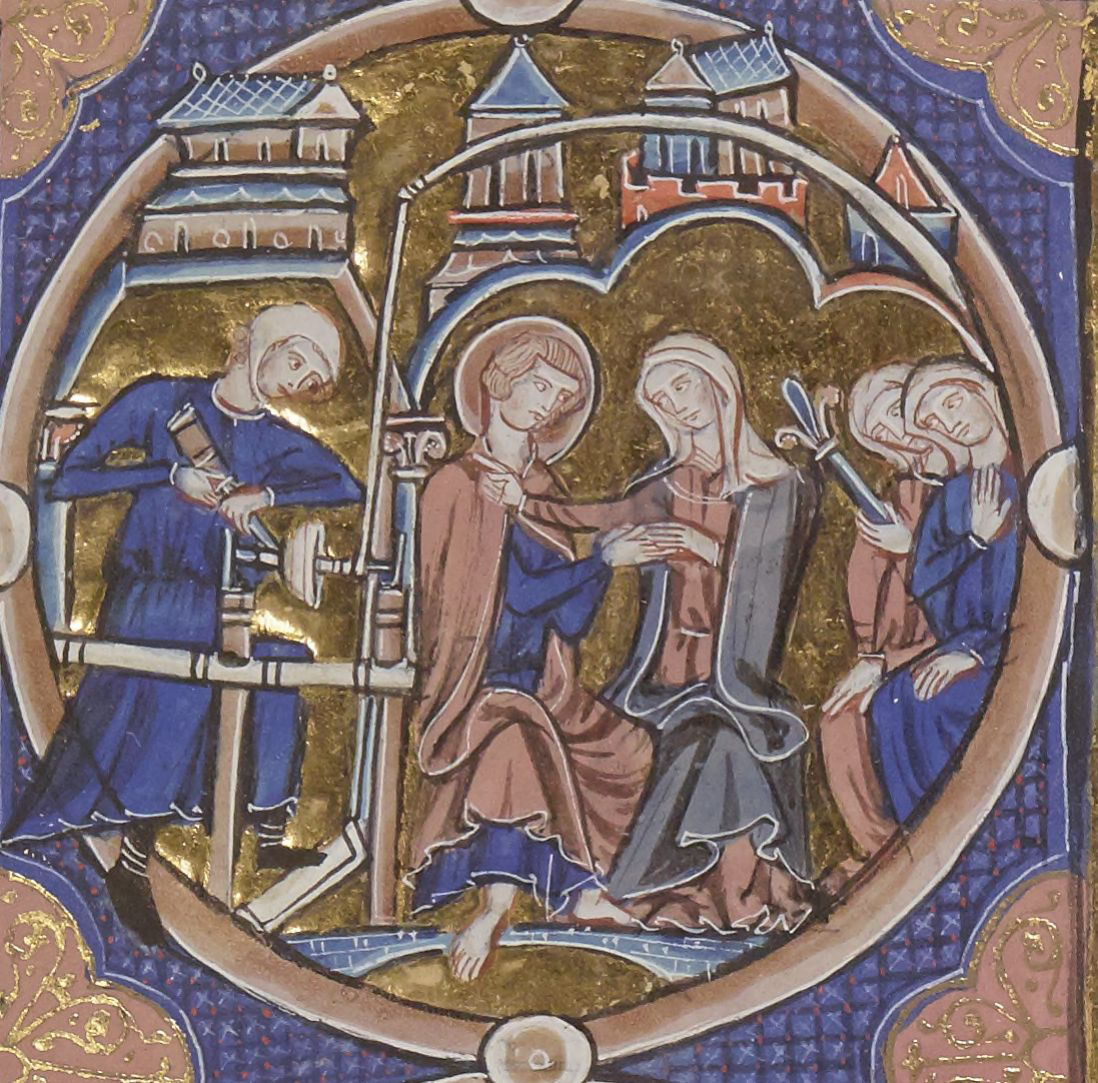
Torn de peu representat en un manuscrit del s.XIII.

Un torn de peu és una màquina que, moguda amb la cama d'un operari, permet tallar o polir formes de revolució en una peça (generalment) de fusta.

## Descripció
La forma més senzilla de torn de peu consta d'un bastidor, d'un capçal giratori i d'un contrapunt amb separació ajustable. La peça a treballar es fixa entre les puntes del capçal i el contrapunt. El mecanisme de moviment consta d'una palanca de peu, una corda que va des de la palanca fins a la ballesta (donant dues o tres voltes al voltant d'una part del capçal) i de la ballesta.
- La ballesta més senzilla és una branca de fusta flexible subjectada per un extrem. L'altre extrem subjecta la corda motriu i la manté sota tensió.[3]

## Funcionament
- Video: Funcionament d'un torn de peu

### Moviment del conjunt
Quan l'operari prem la palanca amb la cama, estira la corda i deforma la ballesta. En estar la corda al voltant d'una part cilíndrica del capçal, el moviment rectilini de la corda es transforma en un moviment de rotació del capçal i de la peça a treballar.
En alçar la cama l'operari, la ballesta recupera la posició inicial provocant una rotació del capçal i de la peça en sentit contrari.

### Funcionament operatiu
Mentre que la peça gira, l'operari té les dues mans lliures i pot subjectar una gúbia, un enformador o una peça de tall semblant. El moviment relatiu entre la peça i l'eina permet que aquesta darrera actuï, tallant el material (fusta, generalment) en la forma escollida per l'operari. Les diverses eines poden reposar sobre una guia inclosa en el conjunt, per tal d'assegurar la posició i l'angle de treball.
- El moviment giratori de la peça permet obtenir formes de revolució d'una certa perfecció.

## Torns de peu unidireccionals

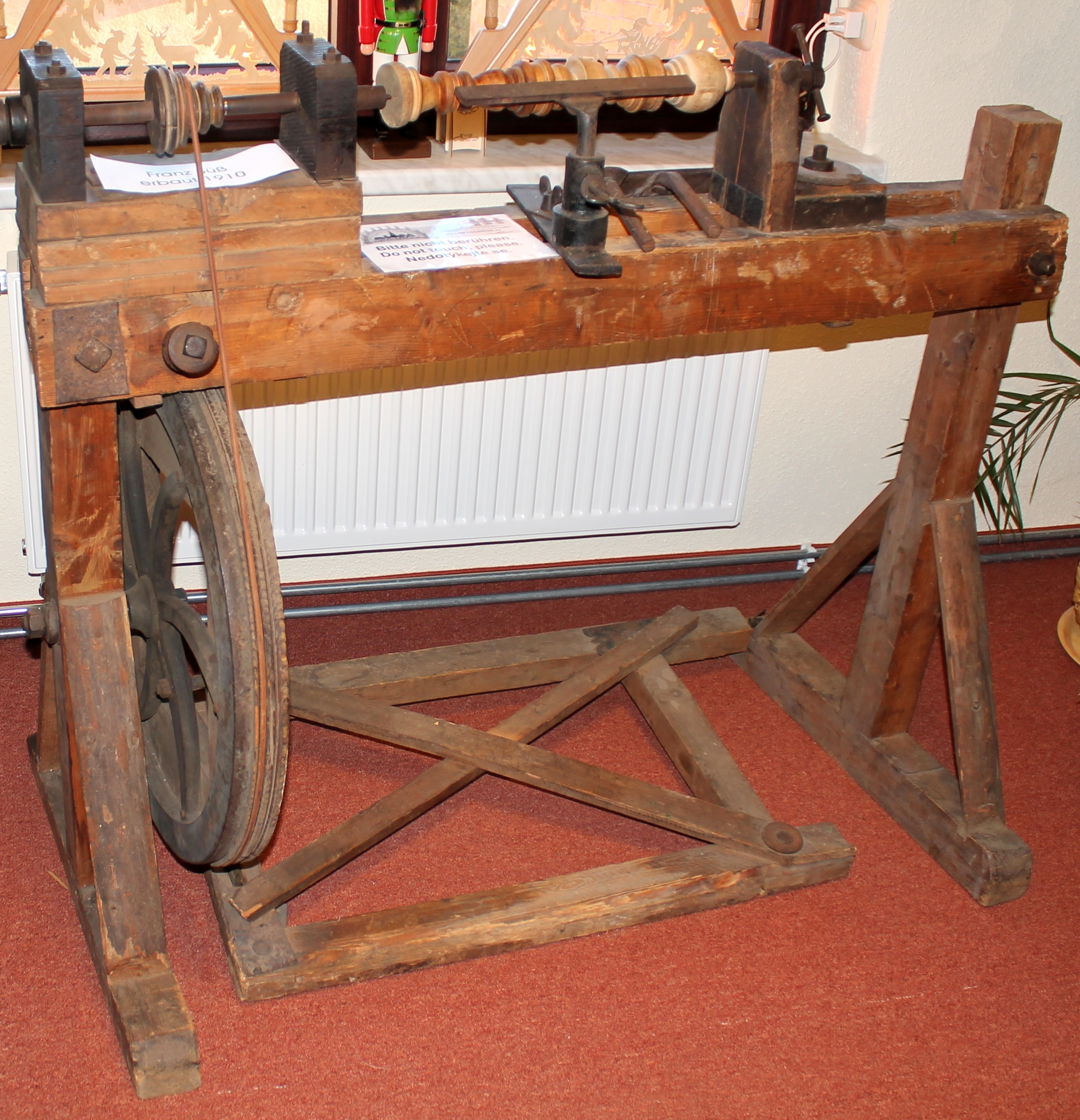
Torn de peu amb volant giratori.

Els torns de peu tradicionals són alternatius. La peça gira endavant i enrere a cada petjada de l'operari. Per a obtenir torns unidireccionals es pot substituir la ballesta per un volant accionat per un cigonyal i una biela. Aquesta darrera unida i moguda per la palanca de peu o marc equivalent.

## L'ofici
La fabricació de peces de fusta al torn fou molt important en èpoques passades. En temps medievals els torners formaven part de les confraries dels fusters en les ciutats respectives. Quan va augmentar l'especialització i la competència, aparegueren gremis separats de torners en algunes ciutats. Per exemple a València l'any 1616.